# Leucanthemum coronopifolium
Leucanthemum coronopifolium là một loài thực vật có hoa trong họ Cúc. Loài này được Vill. mô tả khoa học đầu tiên năm 1779.